# Gerd Esser
Gerd Alois Esser (* 20. Februar 1942 in Bamberg) ist ein deutscher Ökologe und emeritierter Universitätsprofessor.

## Leben
Esser durchlief seine Schulbildung in Bamberg und Aschaffenburg. Ab 1962 studierte er in Heidelberg Biologie, Chemie, Physik und Geologie. Zu seinen akademischen Lehrern gehörten Otto Haxel, Ulrich Hofmann, Werner Rauh und Georg Wittig. Esser wurde 1970 an der Universität Heidelberg mit einer Arbeit über die Vegetationsgliederung und Kakteenvegetation von Paraguay zum Dr. rer. nat. promoviert.
1970 ging er als wissenschaftlicher Leiter an die Lemförder Orchideenzucht, 1973 als Projektleiter zum Battelle-Institut in Frankfurt/Main. 1980 holte ihn Helmut Lieth in seine Arbeitsgruppe Allgemeine Ökologie an die Universität Osnabrück, der Esser zehn Jahre lang angehörte. Nach seiner Habilitation 1985 wurde er Privatdozent und ab 1989 außerplanmäßiger Professor. 1990 ging er als Leiter des Biosphere Dynamics Project nach Laxenburg bei Wien zum International Institute for Applied Systems Analysis (IIASA).
1991 folgte Esser einem Ruf auf die Professur für Systemökologie, Geoökologie und Modellbildung an der Universität Gießen. Seit 2008 ist er im Ruhestand.
Gerd Esser ist seit 1974 verheiratet mit Claudia Esser, geb. Röbker. Das Paar hat zwei Söhne und zwei Töchter.

## Wissenschaftliche Arbeit
Frühe Arbeiten betreffen pflanzengeographisch-ökologische Untersuchungen in Nordafrika und Südamerika, physiologische Untersuchungen an Orchideen und ihre Klonierung, die Nutzung von Wasserhyazinthen, technische Verfahren zur Haltung und Aufzucht von Fischen in Aquakultur, sowie die Wirkung von UV-B-Strahlung auf die Entwicklung und die Inhaltsstoffe von Kulturpflanzen.
Nach Esser sind zwei Taxa aus der Pflanzenfamilie der Bromeliaceae (Ananasgewächse) benannt, die er im Jahr 1966 in Nordost-Paraguay entdeckte: Tillandsia esseriana [Rauh & L.B. Smith] (Phytologia 20, 1970, 162) und Aechmea esseri [E. Gross & Rauh] (Trop. Subtrop. Pflanzenwelt 58, 1986, 53).
Ab 1978 widmete sich Gerd Esser der Untersuchung von Stoffkreisläufen in der Natur mittels mathematischer Modelle. In seiner Arbeitsgruppe an der Universität Gießen wurde die Methode der modularen Programmierung für Erdsystemmodelle entwickelt. Die in seinen Arbeitsgruppen entwickelten Modelle fanden international Anerkennung und wurden unter anderem eingesetzt zur Koppelung an Ozean- und Klimamodelle. Esser war wissenschaftlicher Berater der Europäischen Union und der Bundesregierung sowie des US-amerikanischen National Bureau of Standards (NBS)  und des Electric Power Research Institute (EPRI), Palo Alto, für Fragen des Kohlenstoffhaushalts der Biosphäre und seiner Auswirkungen auf die Klimaentwicklung.
Esser war Gründungsherausgeber des 1990 gegründeten internationalen wissenschaftlichen Journals Climate Research und für diese Zeitschrift bis 2008 als einer der Herausgeber tätig. 

### Modelle zum Kohlenstoffkreislauf
- Osnabrück Biosphere Model -OBM- (1986)
- High Resolution Biosphere Model -HRBM- (1994)

### Modell zur Koppelung von Kohlenstoff- und Wasserkreislauf
- Giessen Global Generic Water Conductance Model -GIWACOM- (2000)

### Modell zur Koppelung von Kohlenstoff- und Stickstoffkreislauf
- Nitrogen Carbon Interaction Model -NCIM- (2007)

## Werke (Auswahl)
- G. Esser: Vegetationsgliederung und Kakteenvegetation von Paraguay. In: Akademie der Wissenschaften und der Literatur, Mainz (Hrsg.): Tropische und Subtropische Pflanzenwelt. Band 38. Franz Steiner Verlag, Wiesbaden 1982 (113 Seiten mit 76 Abbildungen und 1 Faltkarte).
- G. Esser: Der Kohlenstoff-Haushalt der Biosphäre - Struktur und erste Ergebnisse des Osnabrücker Biosphären Modells. In: Veröff. Naturf. Ges. Emden von 1814. Band 7, 1986 (160 Seiten mit 27 Abbildungen).
- G. Esser: Sensitivity of global carbon pools and fluxes to human and potential climatic impacts. In: Tellus. 39B, 1987, S. 245–260.
- G. Esser, H. Lieth,: Productivity Modelling. In: O. Kitani, C. W. Hall (Hrsg.): Biomass Handbook, Chapter 1.1.3. Gordon & Breach, New York, London, Paris, Montreux, Tokyo, Melbourne 1989, S. 36–48.
- G. Esser: Global land-use changes from 1860 to 1980 and future projections to 2500. In: Ecological Modelling. Band 44, 1989, S. 307–316.
- G. Esser, H. Lieth: Decomposition in tropical rain forests compared with other parts of the world. In: Lieth, Werger (Hrsg.): Tropical Rain Forest Ecosystems. Ecosystems of the World. Vol. 14B. Elsevier Science Publ., Amsterdam 1989, S. 571–580.
- G. Esser: Osnabrück Biosphere Model: construction, structure, results. In: G. Esser, D. Overdiek (Hrsg.): Modern Ecology, Basic and Applied Aspects. Elsevier Science Publ., Amsterdam, New York 1991, S. 679–710.
- A. D. McGuire, L. A. Joyce, D. W. Kicklighter, J. M. Melillo, G. Esser, C. J. Vorosmarty: Productivity response of climax temperate forests to elevated temperature and carbon dioxide. A North American comparison between two global models. In: Climatic Change. Band 24, 1993, S. 287–310.
- G. Esser, M. Lautenschlager: Estimating the change of carbon stored in the terrestrial biosphere from 18,000 BP to present using a carbon cycle model. In: Environmental Pollution. Band 83, 1994, S. 45–53.
- U. Wittenberg, G. Esser: Evaluation of the isotopic disequilibrium in the terrestrial biosphere by a global carbon isotope model. In: Tellus 49B. 1997, S. 263–269.
- T. G. Reichenau, G. Esser: Is interannual fluctuation of atmospheric CO₂ dominated by combined effects of ENSO and volcanic aerosols? In: Global Biogeochemical Cycles. Band 17, 2003, S. 1094, doi:10.1029/2002GB002025.
- G. Esser: Stomatal response of some trees and shrubs from various tropical environments to variable CO₂ concentrations. In: Tropical Ecology. Band 45, 2004, S. 113–121.
- G. Esser, J. Kattge, A. Sakalli: Feedback of carbon and nitrogen cycles enhances carbon sequestration in the terrestrial biosphere. In: Global Change Biology. Band 16, 2010, doi:10.1111/j.1365-2486.2010.02261.x.